# Tappan Zee Bridge (2017)
El Tappan Zee Bridge (2017) (Puente Tappan Zee), oficialmente llamado puente del gobernador Mario M. Cuomo, es un puente atirantado gemelo que cruza el río Hudson entre Tarrytown y Nyack en el estado estadounidense de Nueva York. Fue construido para reemplazar el puente Tappan Zee original, que estaba ubicado justo al sur. El tramo norte del nuevo puente transporta el tráfico de automóviles hacia el norte y hacia el oeste de la Autopista Estatal de Nueva York, Interestatal 87 (I-87) y I-287⁣; también lleva un camino de uso compartido para bicicletas y peatones. El tramo sur transporta el tráfico de automóviles hacia el sur y hacia el este.
El proceso para sustituir el viejo puente comenzó en 2012, y el contratista Tappan Zee Constructors empezó a construir los nuevos vanos en 2013. La Left Coast Lifter, una de las grúas más grandes del mundo, fue crucial para la construcción del puente. El 26 de agosto de 2017, el vano norte se abrió formalmente al tráfico en dirección oeste, y el 6 de octubre de 2017, el tráfico en dirección este empezó a utilizar temporalmente el vano norte. A continuación, los obreros empezaron a destruir el antiguo puente. El 7 de septiembre de 2018 tuvo lugar la ceremonia de inauguración del vano sur y, tres días después, el tráfico comenzó a utilizar el nuevo vano.
El nombre oficial del puente, que conmemora al exgobernador de Nueva York Mario Cuomo, ha sido controvertido desde su anuncio. Una petición y varias piezas de legislación propuesta han buscado restaurar el nombre del puente al de su predecesor.

## Historia
El cruce del río Tappan Zee fue nombrado por los colonos holandeses del siglo XVII. El puente Tappan Zee es el único cruce del Hudson entre los condados de Westchester y Rockland. El puente Tappan Zee original era un puente en voladizo construido entre 1952 y 1955. El puente tenía 3 millas (4,8 km) de largo y atravesaba el Hudson en su segundo punto más ancho. Era el puente más largo del estado de Nueva York, con una longitud de 16 013 pies (4880,8 m) incluyendo aproximaciones. Construido inmediatamente después de la guerra de Corea, el puente tuvo un bajo presupuesto de construcción de solo $ 81 millones y una vida útil diseñada de solo 50 años. Durante su primera década, el puente transportaba menos de 40.000 vehículos por día.

### Planificación
A principios del siglo XXI, el antiguo puente Tappan Zee estaba "en descomposición" y "sobrecargado". La estructura en deterioro soportaba un promedio de 140.000 vehículos por día, sustancialmente más tráfico que su capacidad diseñada. El colapso del puente del río Misisipi I-35W de Minnesota en 2007 generó preocupaciones sobre la integridad estructural del puente Tappan Zee. Estas preocupaciones, junto con el exceso de capacidad de tráfico y el aumento de los costos de mantenimiento, intensificaron las serias discusiones que ya estaban en curso sobre la sustitución del Tappan Zee por un túnel o un nuevo puente. Se identificaron y presentaron seis opciones para el estudio del proyecto y la revisión ambiental.

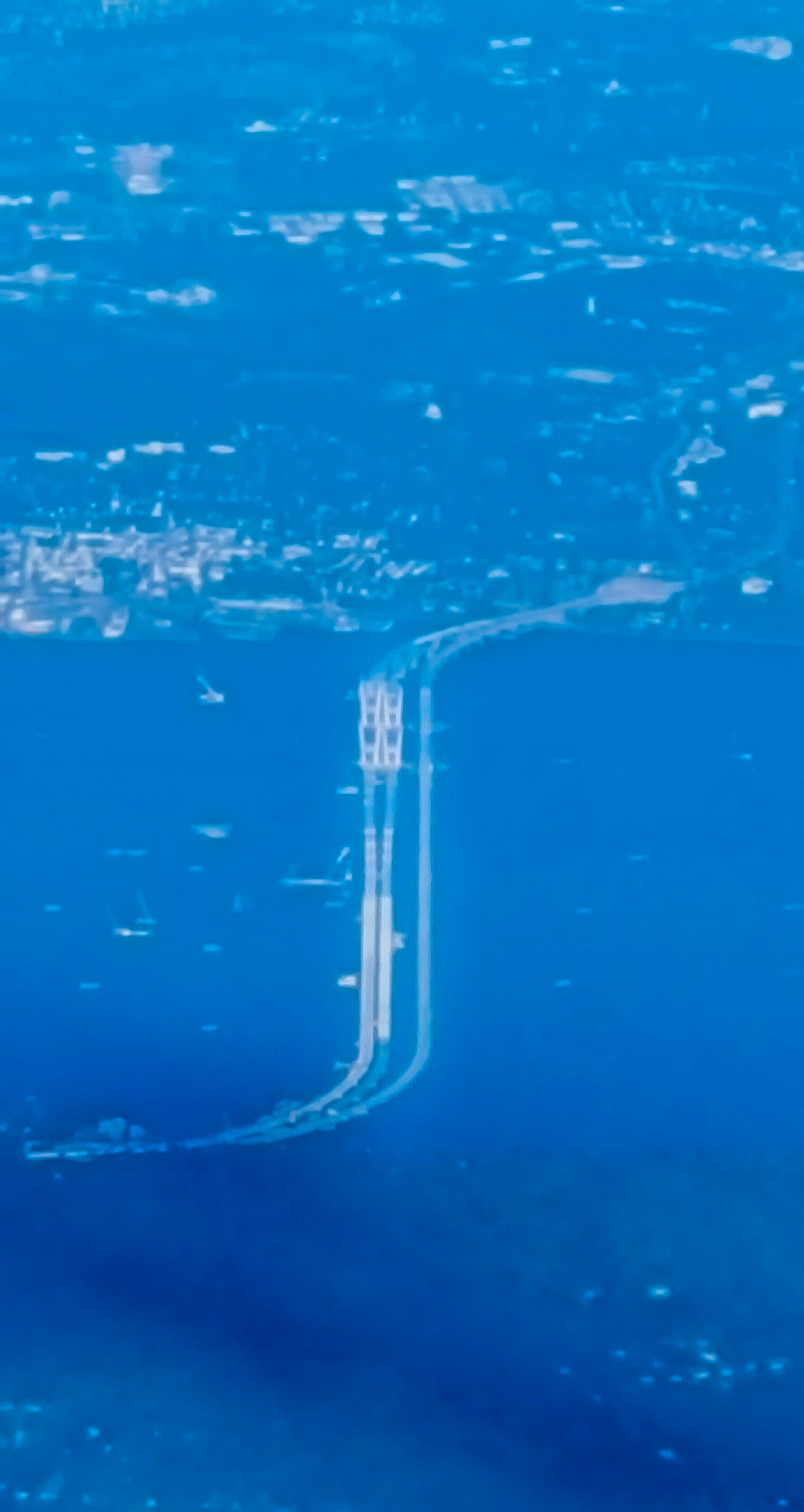
Vista aérea del nuevo puente Tappan Zee que se está construyendo junto al puente Tappan Zee existente (agosto de 2016)

La Administración Federal de Carreteras emitió un informe en octubre de 2011 designando el reemplazo de Tappan Zee como un puente gemelo de doble vano. El nuevo puente se iba a construir unas pocas yardas al norte del puente existente, conectando con los accesos a la carretera existente de la Autopista del Estado de Nueva York (I-87/I-287) en ambas orillas del río. La Autoridad de Autopistas del Estado de Nueva York solicitó propuestas de diseño de cuatro empresas en 2012 y finalmente recibió tres propuestas de proyectos. La autoridad adjudicó un contrato de $3,142 millones a Tappan Zee Constructors (TZC), cuya propuesta no solo era la menos costosa, sino que también prometía el cronograma de construcción más corto e incluía planes para minimizar el impacto ambiental.
Inicialmente, algunos conductores creían que los peajes del puente podrían más que duplicarse (hasta los 12 o 15 dólares para los coches que viajaran solo en dirección este), alcanzando los niveles de los cruces del río Hudson en la ciudad de Nueva York. En cambio, la sesión legislativa estatal de 2016 dio lugar a una legislación que fijó el peaje del puente en 5 dólares hasta el año 2020.
Se propuso que el nuevo puente Tappan Zee incluyera cuatro carriles para vehículos en cada tramo, para un total de ocho carriles, así como un sendero para bicicletas y peatones de uso compartido. Al igual que su predecesor, el nuevo puente Tappan Zee será administrado por la Autoridad de Autopistas del Estado de Nueva York. La autoridad es el copatrocinador del proyecto, junto con el Departamento de Transporte del estado.

### Construcción
El Consejo de Transporte Metropolitano de Nueva York agregó el Puente Tappan Zee a su lista de proyectos elegibles para fondos federales en agosto de 2012. El Departamento de Transporte de los Estados Unidos aprobó el plan el 25 de septiembre de 2012. El proceso de aprobación tomó menos de 10 meses en comparación con el proceso tradicional de varios años como resultado de haber sido colocado en una "vía rápida" para su aprobación por parte de la Administración de Obama. El 17 de diciembre de 2012, los funcionarios del estado de Nueva York abandonaron su propuesta de un aumento del 45 % en el peaje de la autopista estatal para camiones, mientras avanzaban en un proyecto de $ 3,14 mil millones para reemplazar el puente. El proyecto fue financiado a través de una asociación público-privada.
La construcción comenzó según lo programado en octubre de 2013, con finalización prevista para 2017. TZC, el contratista, estaba compuesto por varias empresas de diseño, ingeniería y construcción, incluidas Fluor Corporation, American Bridge Company, Granite Construction Northeast y Traylor Bros. El Left Coast Lifter se usó para instalar grupos de vigas preensambladas un tramo completo a la vez. Los contratistas estaban obligados a terminar el puente para 2018, después de lo cual el estado multaría a los contratistas con alrededor de $100,000 por día.
A fines de 2013, General Electric había completado cuatro temporadas de dragado para eliminar los contaminantes del fondo del río. Aproximadamente el 70 % de los sedimentos destinados al dragado fueron removidos (un total de más de 1 900 000 yardas cúbicas (1 452 654,5 m³)   de sedimento).
El 19 de julio de 2016, una grúa utilizada para la construcción del puente se derrumbó sobre el puente más antiguo existente. Cinco personas resultaron heridas, incluidos tres conductores y dos trabajadores del puente; nadie resultó muerto o gravemente herido.

### Terminación

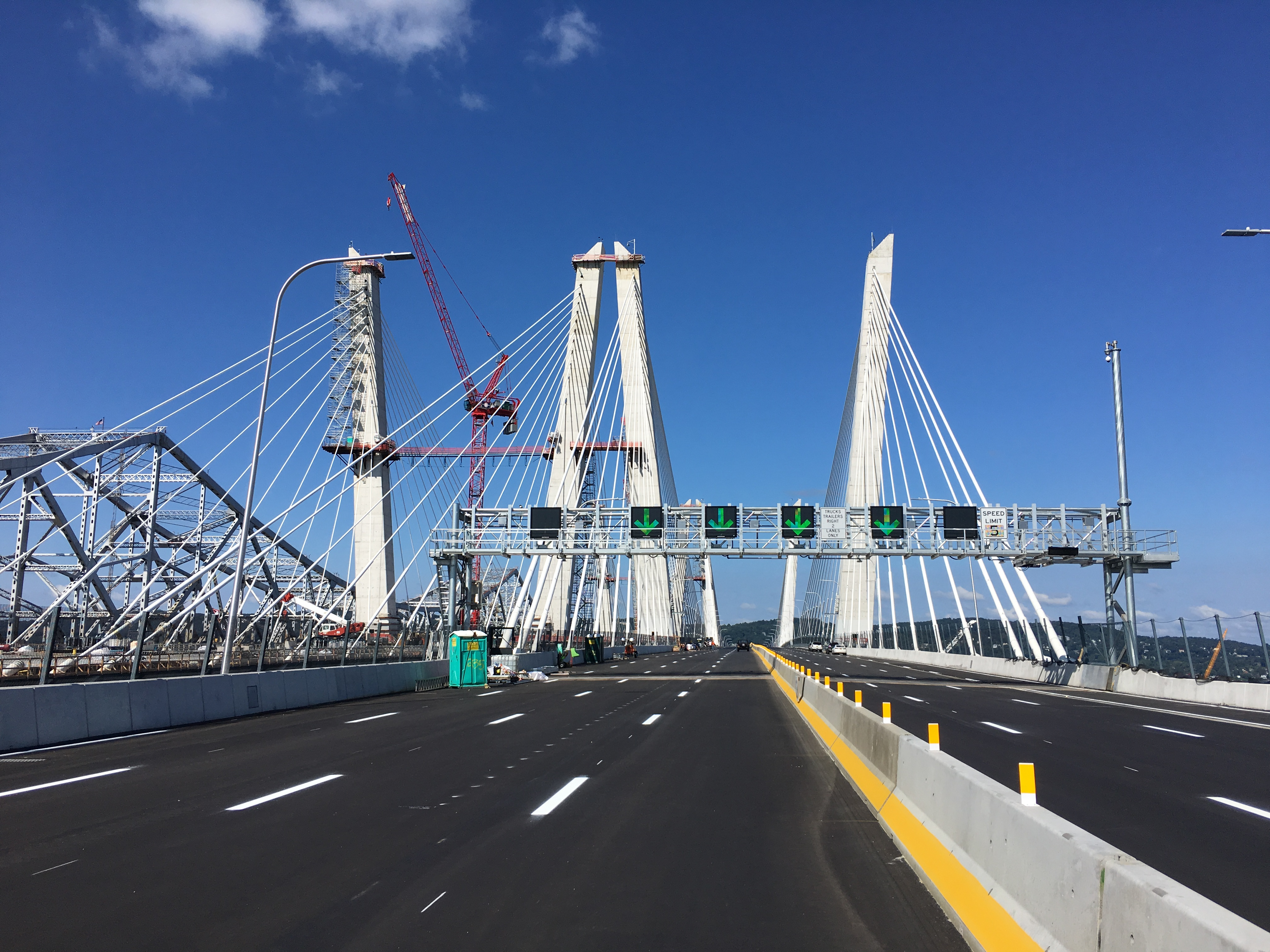
Tablero del nuevo Puente Tappan Zee, a una semana de su inauguración oficial

El cronograma del proyecto indicaba originalmente que el puente viejo se cerraría en 2016 y que la demolición del puente viejo comenzaría en febrero de 2017. El nuevo tramo en dirección norte/oeste se inauguró el 26 de agosto de 2017. El tráfico en dirección sur/este permaneció en el tramo existente hasta el 6 de octubre de 2017, cuando se cambió al nuevo tramo en dirección norte/oeste para permitir la finalización del nuevo tramo en dirección sur/este. El tramo en dirección norte/oeste del nuevo puente Tappan Zee tenía temporalmente cuatro carriles en ambas direcciones hasta que se completó el nuevo tramo en dirección sur/este.
Después de algunos retrasos, se esperaba que el proyecto se completara el 15 de junio de 2018, a un costo de $ 3980 millones. Sin embargo, la apertura programada se retrasó más tarde hasta mediados de septiembre. Se suponía que el nuevo tramo en dirección sur/este se abriría al tráfico el 8 de septiembre de 2018. En esa fecha se llevó a cabo una ceremonia de inauguración, pero el cambio de tráfico en sí se retrasó cuando una pieza del viejo puente se soltó el 7 de septiembre mientras se demolía. La apertura del tramo en dirección este, que tenía 160 pies (48,8 m) lejos del puente viejo, se retrasó hasta que se pudo estabilizar el puente viejo. Después de que se estabilizó el viejo puente, todos los carriles se abrieron el 11 de septiembre de 2018.
La primera sección de acero del enfoque del condado de Rockland se retiró en noviembre de 2017 para comenzar la demolición del antiguo puente. La retirada de la sección de cerchas formó parte de los trabajos en curso hasta abril de 2018. El vano principal de 10 millones de libras se retiró en mayo de 2018, dejando los enfoques este y oeste. Para reducir los efectos medioambientales, el plan original preveía derribar los vanos de uno en uno para terminar la demolición restante. Pero tras detectarse la inestabilidad del vano este en septiembre de 2018, se decidió destruirlo por completo. El vano occidental se bajó a una barcaza y se retiró el 12 de mayo de 2019, mientras que la demolición explosiva del vano oriental tuvo lugar el 15 de enero de 2019.

## Descripción
El nuevo Puente Tappan Zee está compuesto por dos tableros atirantados y tiene una longitud total de 16,368 pies (4,989.0 metros; 3.1 mi; 5.0 kilómetros). La luz principal de ambas cubiertas es de 1,200 pies (370 m) y se le acerca por ambos lados por 515 pies (157 m) vanos laterales. Cada plataforma tiene cuatro carriles de tráfico en una dirección, además de arcenes internos y externos. El espacio libre a continuación es 139 pies (42 m) Una vez finalizado, el nuevo puente Tappan Zee se convirtió en uno de los puentes atirantados más anchos del mundo, con un ancho combinado en ambas cubiertas de 183 pies (55,8 m) Los nuevos tramos equivalen al ancho del puente atirantado Leonard Zakim de Boston, relativamente corto. El tercer puente del Bósforo de Turquía, completado en 2016, tiene una sola plataforma de aproximadamente 192 pies (58,5 m) ancho. El nuevo puente Tappan Zee está destinado a durar al menos 100 años.
Cada tramo contiene cuatro torres atirantadas (dos a cada lado del Tappan Zee), con ocho en total a lo largo del puente. Las torres miden 491 pies (149,7 m) alto e inclinado cinco grados hacia afuera desde el eje vertical. Las torres están construidas con vigas de caja abierta, con vigas transversales que unen las torres debajo de cada plataforma. Las torres soportan un total de 192 tirantes de cables, que consisten en 4900 millas (7885,8 km) de cordones de acero. Las cubiertas de cada tramo están compuestas por paneles de hormigón prefabricado, conectados por debajo por "vigas de borde" que corren paralelas a los bordes de cada cubierta, así como vigas de piso que corren perpendicularmente a la cubierta. Los tirantes se anclan a las caras exteriores de las jácenas de borde debajo de cada vano. El puente está sostenido por 1250 vigas, cada una de las cuales mide hasta 120 pies (36,6 m) de largo y 12 pies (3,7 m) alto. Están asegurados a las placas de empalme con unos 500 pernos.

### Camino para bicicletas y peatones
El tramo norte tiene un sendero para bicicletas y peatones, que se inauguró el 15 de junio de 2020. Este camino conecta las ciudades de Tarrytown y South Nyack y mide 3,6 millas (5,8 km) de longitud. Tiene centros de visitantes en cada extremo, que llevan el nombre de los condados de Rockland y Westchester. Ambos contienen baños, folletos y pantallas interactivas. El centro de visitantes de Westchester también tiene vendedores que operan todos los días. El camino se divide en dos carriles con bicicletas en el este y peatones en el oeste. El camino tiene seis miradores panorámicos conocidos como "belvederes". Cada mirador lleva el nombre de un punto de interés local y ofrece Wi-Fi, un área de descanso, portabicicletas (en la mayoría), quioscos informativos y botes de basura. La ruta también contiene pantallas led para mensajes de advertencia.

### Encendiendo
Para las estructuras y las carreteras, el puente cuenta con iluminación led. En ocasiones señaladas, como el Día de los Caídos y Navidad, en días señalados, como el Día de la Madre, el Día del Padre y el Día de San Patricio, y en conmemoraciones únicas a lo largo del año, las luces pueden cambiar de color con fines decorativos. Aunque aún no se ha mostrado, el sistema de iluminación puede sincronizarse con la música.

## Otras lecturas
- Plotch, Philip Mark (2015). Politics Across the Hudson - The Tappan Zee Megaproject. Rutgers University Press. ISBN 978-0-8135-7249-9. Archivado desde el original el 17 de julio de 2017.